# EF Education-EasyPost
El EF Education-EasyPost (código UCI: EFE) es un equipo ciclista profesional estadounidense de categoría UCI WorldTeam desde la temporada 2009, que participa en el UCI WorldTour y en algunas carreras de los Circuitos Continentales, principalmente el europeo.
Fue fundado en 2007 como Team Slipstream por el inversor Doug Ellis. Al final de la temporada 2014 se anunció su fusión con el equipo italiano Cannondale, el cual será el patrocinador principal y el principal proveedor de bicicletas técnicas para el equipo a partir de 2015. El equipo es dirigido por el exciclista estadounidense Jonathan Vaughters, dispone de un programa antidopaje interno que fue pionero entre los equipos ciclistas. Aunque su licencia es estadounidense, su sede operativa se encuentra en Gerona (España).
Entre sus principales victorias se destacan el Giro de Italia en 2012 y cuatro monumentos, la París-Roubaix conseguida en 2011 por Johan Vansummeren, la Lieja-Bastoña-Lieja y el Giro de Lombardía ganados por Daniel Martin en 2013 y 2014 respectivamente y el Tour de Flandes en 2019 conseguido por Alberto Bettiol.

## Historia del equipo

### Orígenes
Vaughters formó el equipo en 2003 como una formación para desarrollar a ciclistas juveniles, con el patrocinio de 5280, una revista de Denver (Colorado, Estados Unidos).
Al año siguiente TIAA-CREF se convirtió en patrocinador, contratando Vaughters a ciclistas profesionales y amateurs.
5280 y TIAA-CREF continúan patrocinando a los jóvenes ciclistas del Garmin-Chipotle.

### Primeros años
El inversor estadounidense Doug Ellis entró en el proyecto para 2007, convirtiéndose en el patrón del equipo al aportar 8 millones de euros de presupuesto.

#### 2007: Primer año profesional

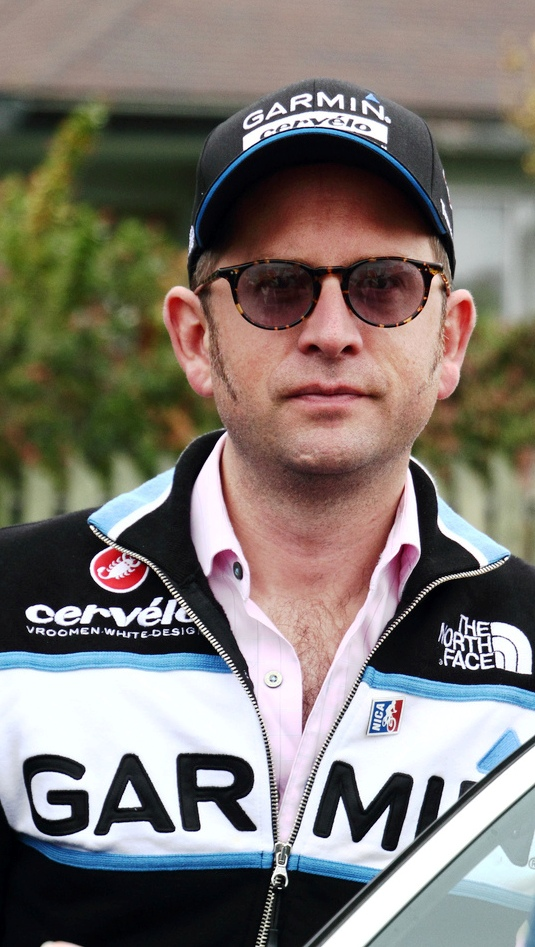
Jonathan Vaughters, el mánager del equipo

En 2007 se llamó Team Slipstream, tomando el nombre de Slipstream Sports, la empresa encargada de gestionar el equipo. En su primera temporada como equipo profesional de categoría Profesional Continental, la escuadra compitió fundamentalmente en Estados Unidos, dentro del circuito continental UCI America Tour.
Así, en el Tour de Missouri, William Frischkorn fue segundo en la general, sólo superado por George Hincapie (Discovery Channel, de categoría UCI ProTeam). Además, el conjunto ganó la clasificación por equipos y una etapa, la 5.ª, por medio de Danny Pate.
Asimismo, en el Tour de California, Jason Donald fue segundo en el prólogo de una vuelta por etapas en la que participaron varios equipos ProTeam: Discovery Channel, Rabobank, T-Mobile, CSC, Quick Step-Innergetic, Liquigas, Predictor-Lotto, Gerolsteiner y Credit Agricole.
El conjunto norteamericano obtuvo ese año una invitación de la organización para participar en la Volta a Cataluña, y el Gran Premio de Plouay, carreras del circuito UCI ProTour.

#### 2008: Invitado a Giro y Tour
En 2008 la cadena de restaurantes mexicana Chipotle Mexican Grill, que ya estaba apoyando al equipo, pasó a ser el segundo patrocinador. Así el conjunto se llamó Slipstream-Chipotle presented by H3O y con miras a tener más participación en las carreras del UCI ProTour y principalmente llegar al Tour de Francia, contrató a destacados ciclistas como Christian Vande Velde, David Millar, David Zabriskie, Tom Danielson, Tyler Farrar, Ryder Hesjedal, Daniel Martin y Magnus Bäckstedt. La formación cumplió el objetivo y fue invitado a numerosas carreras del circuito UCI ProTour, así como al Giro y el Tour.
En el Giro de Italia el equipo ganó la primera etapa, una contrarreloj por equipos en Palermo, siendo ésta la primera victoria de la escuadra en una gran vuelta. Así, el jefe de filas Christian Vande Velde lució la primera maglia rosa de la ronda italiana, aunque perdería ese honor en la siguiente etapa. Vande Velde fue asimismo quinto en la contrarreloj final de Milán.
El 1 de julio, la empresa Garmin tomó el patrocinio principal y la escuadra debutó en el Tour de Francia con el nombre Garmin-Chipotle presented by H3O. En la ronda gala, Vande Velde fue cuarto en la general, siendo así uno de los ciclistas destacados de la Grande Boucle.

### Ingreso en el ProTour
Tras su buena temporada en 2008, el equipo logró que la UCI aceptara su petición de licencia de equipo UCI ProTeam, pasando así a formar parte de la élite del ciclismo.

#### 2009: Wiggins, tercero en el Tour

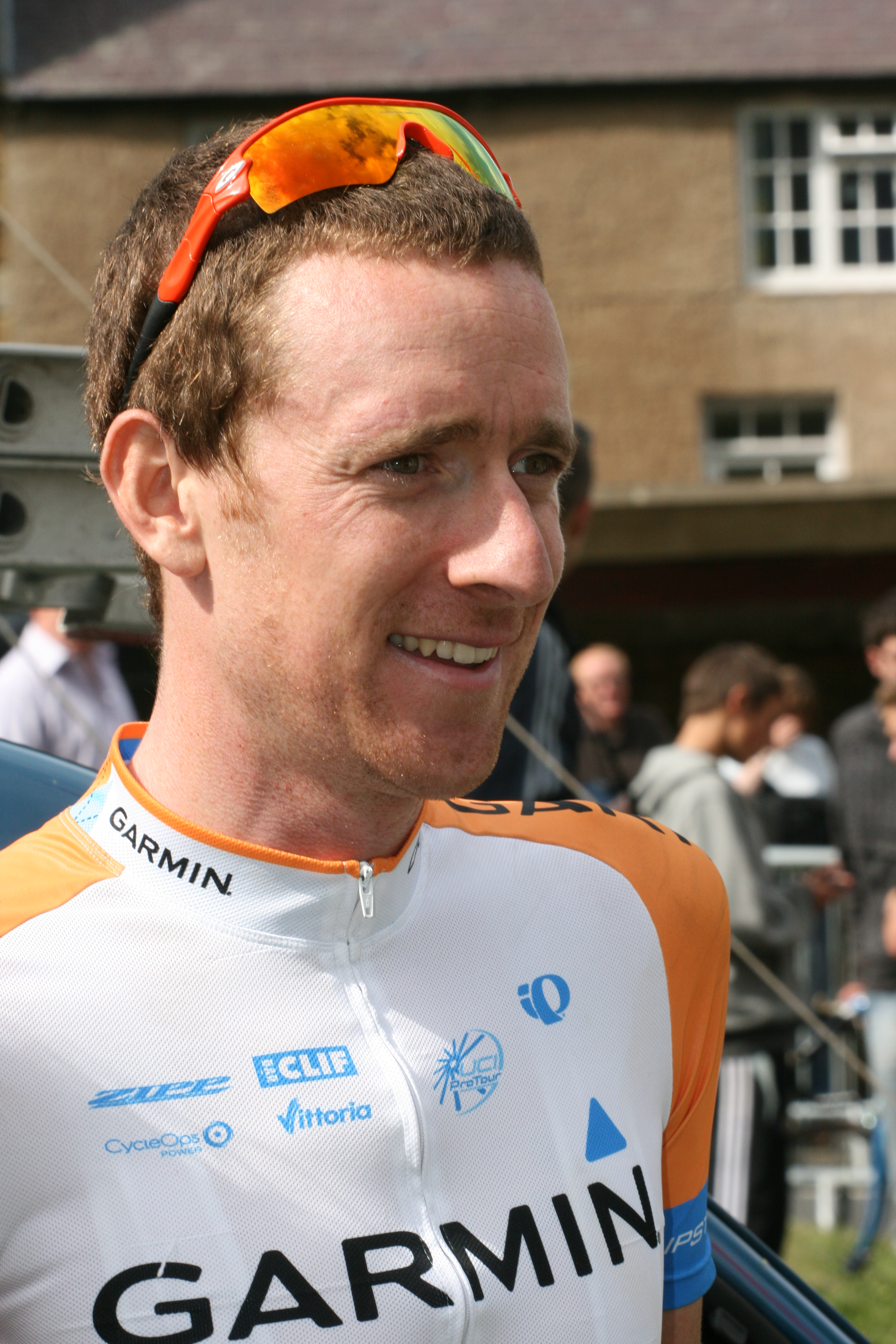
Bradley Wiggins.

En 2009, la nueva denominación del equipo fue Garmin-Slipstream y mantuvo la base de 2008. Contrató al británico Bradley Wiggins, quién hasta ese momento había destacado sobre todo en pista, habiendo sido varias veces campeón mundial y olímpico.
El equipo se superó notablemente ese año, con 29 victorias en la temporada. Por primera vez se logró una victoria individual en el UCI World Calendar (nueva denominación del UCI ProTour ese año) cuando Christian Vande Velde ganó la 4.ª etapa de la París-Niza. Luego llegaron victorias de Tyler Farrar en la Tirreno-Adriático, Eneco Tour y la Vattenfall Cyclassics. De las victorias logradas, las más destacadas fueron las 2 etapas de la Vuelta a España, donde Farrar ganó al sprint la 11.ª y al día siguiente Ryder Hesjedal ganó en el Alto de Velefique.
En el Tour de Francia el equipo no consiguió ninguna victoria de etapa pero si que dio una imagen excelente del equipo, en la crono por equipos marcaron el 2.º mejor tiempo, David Millar hizo buenas contrarrelojes y fue el corredor más combativo de la 6.ª etapa, mientras que en la general, la revelación fue Bradley Wiggins, que gracias a sus 6 kg menos se quedó a segundos de la 3.ª posición del podio ocupada por Lance Armstrong y Vande Velde repitió en la lista de los diez mejores del año anterior, quedando 8.º. Luego de la desclasificación de Armstrong en 2012, la 3.ª casilla de la general quedaría para Wiggins y Vande Velde ascendió al 7.º puesto.

#### 2010
En 2010 la empresa de fabricante de gafas Transitions Optical, llegó como segundo patrocinador. Wiggins se marchó al recién creado Sky, mientras que llegaron al equipo Fredrik Kessiakoff, Johan Vansummeren, Robert Hunter y Murilo Fischer.
Se mantuvo la línea del año anterior y al final de la temporada el equipo acumuló 27 triunfos, con el velocista Tyler Farrar ganando etapas en el Giro y la Vuelta (2 en cada una) y revalidando el título en la Vattenfall Cyclassics. Daniel Martin, logró la primera victoria en una carrera por etapas del UCI World Calendar cuando ganó el Tour de Polonia.
En el Tour de Francia, estuvieron cerca de ganar etapas por intermedio de Farrar y Julian Dean pero nuevamente quedó en el debe. Ambos lograron hacer podios, pero fueron superados por Cavendish y Alessandro Petacchi. En la clasificación general quien dio la sorpresa fue Ryder Hesjedal, ubicándose 6.º y habiendo tenido una excelente posición en el Tourmalet donde acabó 3.º.

#### 2011: Fusión con el Cervélo y triunfos en el Tour
Ante la desaparición del equipo Cervélo Test Team de categoría Profesional Continental, siete corredores del extinto conjunto suizo se unieron a la formación estadounidense, incluidos Thor Hushovd y Heinrich Haussler. El trasvase se vio favorecido por la incorporación del fabricante de bicicletas Cervélo como nuevo patrocinador, pasando a denominarse la escuadra Team Garmin-Cervélo.
La temporada comenzó con la victoria de Cameron Meyer en la primera carrera del UCI WorldTour, el Tour Down Under. En abril Johan Vansummeren obtuvo la primera clásica para el equipo, la París-Roubaix. Ese año la formación estadounidense se pudo quitar la espina de ganar en el Tour de Francia y lo hizo nada menos que en 4 etapas. Primero en la contrarreloj por equipos de la 2.ª etapa (que además puso a Thor Hushovd como líder de la carrera durante 7 jornadas) y luego 3 etapas en línea, una para Farrar y dos para Hushovd.

#### 2012: Hesjedal se queda con el Giro

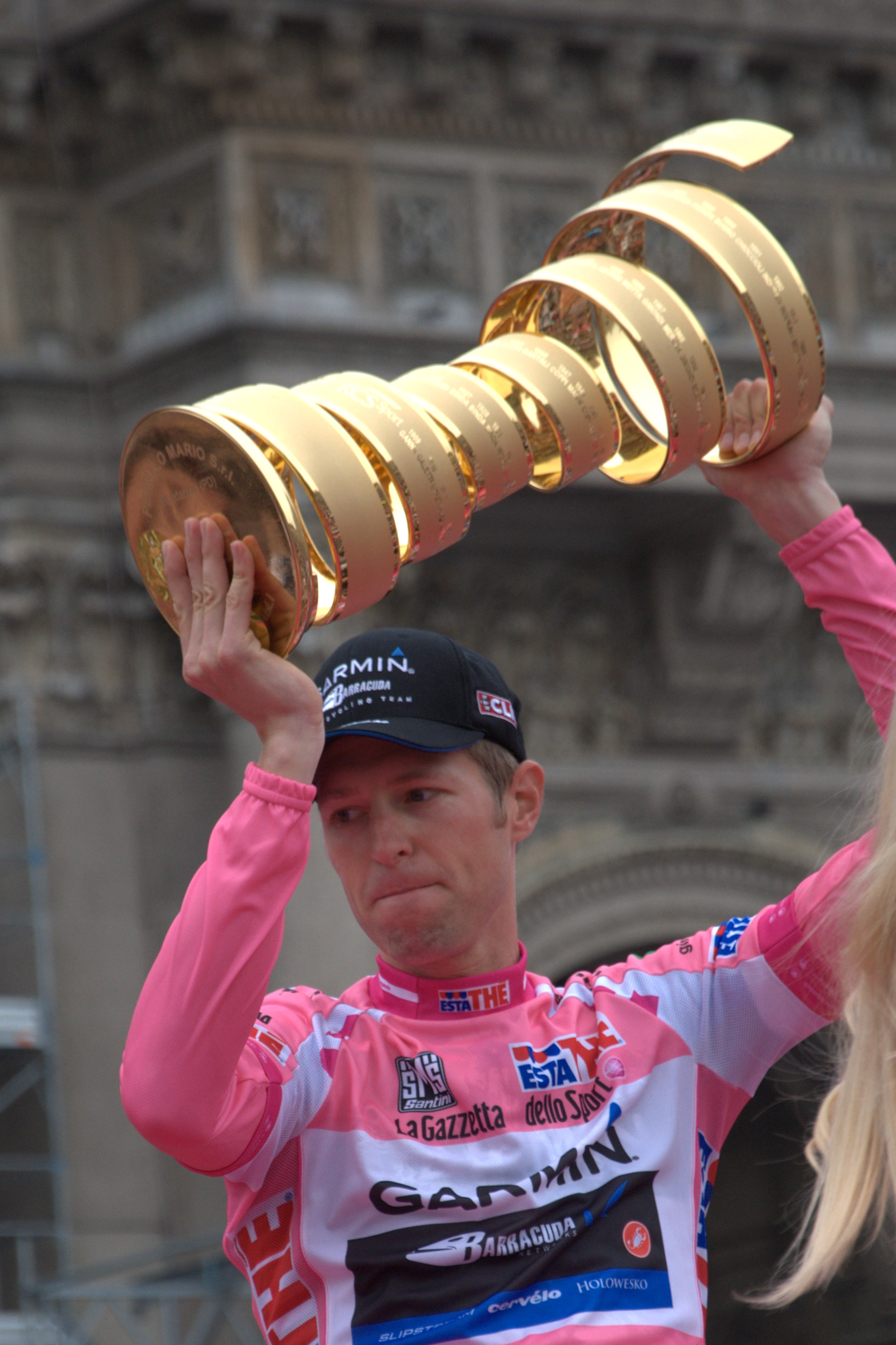
Ryder Hesjedal, ganador del Giro 2012.

La temporada 2012 el equipo comenzó con la denominación Garmin-Barracuda, que a partir del Tour de Francia cambió a Garmin-Sharp. Seis de los 7 corredores australianos del equipo se marcharon al recién creado Orica-GreenEDGE, como Cameron Meyer, Julian Dean y Jack Bobridge. También dejó la formación Thor Hushovd quien fue contratado por el BMC. En contrapartida llegaron Koldo Fernández, Alex Rasmussen y Fabian Wegmann. Desde el equipo filial, el Chipotle Development Team se ascendieron a varios jóvenes como Raymond Kreder y a Thomas Dekker que había llegado al filial el año anterior luego de la suspensión por dopaje.
En una temporada donde se lograron muy pocas victorias en el UCI WorldTour (sólo tres), el primer lugar de Ryder Hesjedal en el Giro de Italia ha sido el triunfo más importante del equipo. Luego de haber vestido de rosa algunas etapas y de una pelea mano a mano con Purito Rodríguez, Hesjedal logró hacerse con la victoria recién en la última jornada, una contrarreloj en Milán.
Otros triunfos destacados fueron los de Sep Vanmarcke en la Omloop Het Nieuwsblad, Christian Vande Velde en el USA Pro Cycling Challenge y Andrew Talansky en el Tour de l'Ain. Talansky además tuvo una destacada actuación en la Vuelta a España donde terminó en la 7.ª posición.

#### 2013
El año empezó con una buena participación hasta las clásicas. Andrew Talansky en la París-Niza, ganó una etapa y terminó 2.º. Pocos días después Daniel Martin ganó una etapa y la general de la Volta a Cataluña y un mes después la Lieja-Bastoña-Lieja.
Para el Giro de Italia, Ryder Hesjedal llegó como favorito luego del triunfo en 2012, pero el canadiense no estaba en su mejor nivel y fue cayendo su rendimiento día a día hasta que decidió abandonar en la 12.ª etapa. La única satisfacción en la corsa rosa, fue la victoria de etapa del lituano Ramūnas Navardauskas. Mientras en el Tour de Francia, Talansky se metió entre los diez mejores, finalizando en la 10.ª posición.
La última parte del año lograron algunas victorias en Estados Unidos y Canadá como Tour de Utah ganado por Tom Danielson y el Tour de Alberta por Rohan Dennis y Daniel Martin terminó 2.º en el Tour de Pekín.

#### 2015: Unión con Cannondale y renovación de la plantilla
Después de que se hiciera oficial a final de la temporada 2014 la fusión con el equipo italiano Cannondale, el nuevo equipo será conocido como Team Cannondale-Garmin y contará con un plantel de 27 atletas de 14 países diferentes. Cannondale será el patrocinador principal y patrocinador técnico de la bicicleta para el equipo, y tiene una participación en la organización de la gestión de todo el equipo. Garmin seguirá siendo copatrocinador del título y sigue como un socio clave como lo viene siendo desde el año 2008. La juventud es, sin duda, una de las claves de la fusión entre ambas estructuras. Jonathan Vaughters se lleva de la estructura italiana ocho corredores que en el mayor de los casos mantienen un mismo patrón: juventud, calidad y proyección

#### 2017: Reaparición del Equipo
Este año el capo del equipo, el colombiano Rigoberto Urán consigue un segundo puesto en el Tour de Francia 2017, después de Christopher Froome.  También Rigoberto Urán logra ganar la clásica Milán-Turín.

### 2018
La compañía Slipstream Sports, quien es la propietaria de la licencia del equipo en el World Tour, la máxima categoría del ciclismo mundial, confirmó que la escuadra seguirá para 2018, luego de concretarse la llegada de un nuevo patrocinador, EF Education First.

## Corredor mejor clasificado en las Grandes Vueltas
| Año  | Giro de Italia             | Tour de Francia           | Vuelta a España        |
| ---- | -------------------------- | ------------------------- | ---------------------- |
| 2005 | -                          | -                         | -                      |
| 2006 | -                          | -                         | -                      |
| 2007 | -                          | -                         | -                      |
| 2008 | 52.º Christian Vande Velde | 4.º Christian Vande Velde | -                      |
| 2009 | 66.º Bradley Wiggins       | 3.º Bradley Wiggins       | 53.º Daniel Martin     |
| 2010 | 57.º Daniel Martin         | 5.º Ryder Hesjedal        | 8.º Tom Danielson      |
| 2011 | 14.º Christophe Le Mével   | 8.º Tom Danielson         | 13.º Daniel Martin     |
| 2012 | 1.º Ryder Hesjedal         | 35.º Daniel Martin        | 7.º Andrew Talansky    |
| 2013 | 18.º Damiano Caruso        | 10.º Andrew Talansky      | 88.º Johan Vansummeren |
| 2014 | 9.º Ryder Hesjedal         | 52. Alessandro De Marchi  | 7.º Daniel Martin      |
| 2015 | 5.º Ryder Hesjedal         | 11.º Andrew Talansky      | 18.º André Cardoso     |
| 2016 | 7.º Rigoberto Urán         | 16.º Pierre Rolland       | 5.º Andrew Talansky    |
| 2017 | 10.º Davide Formolo        | 2.º Rigoberto Urán        | 7.º Michael Woods      |
| 2018 | 19.º Michael Woods         | 27.º Pierre Rolland       | 7.º Rigoberto Urán     |
| 2019 | 11.º Hugh Carthy           | 7.º Rigoberto Urán        | 14.º Sergio Higuita    |
| 2020 | 32.º Tanel Kangert         | 8.º Rigoberto Urán        | 3.º Hugh Carthy        |
| 2021 | 8.º Hugh Carthy            | 10.º Rigoberto Urán       | 50.º Jens Keukeleire   |
| 2022 | 9.º Hugh Carthy            | 13.º Neilson Powless      | 9.º Rigoberto Urán     |
| 2023 | 48.º Alberto Bettiol       | 66.º Neilson Powless      | 23.º Hugh Carthy       |
| 2024 | 33.º Georg Steinhauser     | 17.º Richard Carapaz      | 4.º Richard Carapaz    |
| 2025 | 3.º Richard Carapaz        | 9.º Ben Healy             | Bandera de ?           |

## Equipo filial
Contó con un equipo filial sub-23 que partir de la temporada 2011 pasó a ser de categoría Continental llamado Chipotle-First Solar Development Team (antes Holowesko Partners Team). Varios de los integrantes de la plantilla sub-23, luego de tener experiencia internacional pasaron al equipo principal como Jacob Rathe, Raymond Kreder, Alex Howes (2012) y Steele Von Hoff y Lachlan Morton (2013). En 2013 el equipo desapareció tras el retiro de la cadena Chipotle como patrocinador del equipo.

## Equipo femenino
También cuenta con un equipo profesional femenino con licencia británica, continuación del Cervélo Test Team.

## Programa antidopaje interno
Una de las novedades del equipo fue su programa antidopaje. Más allá de sustancias específicas, se buscan variaciones del organismo que sugieran dopaje mediante análisis con biomarcadores. También se realizan perfiles médicos de los ciclistas y análisis de antecedentes. Se estudia la vida de los corredores, su entorno, para prevenir casos que vulneren el código ético. Para Vaughters todo esto "no es necesario si transmitimos con efectividad el mensaje, preferimos que un ciclista quede sexto si mantiene limpio el nombre del patrocinador. Si es así, ese puesto nos sabe a victoria."

## Patrocinio
Slipstream (que significa "rebufo" en inglés) es el nombre del equipo financiado por Doug Ellis, mientras que el patrocinador principal Garmin (desde junio de 2008) es una empresa dedicada a la producción de dispositivos de GPS.
Desde esa temporada con Garmin como patrocinador principal, entre los patrocinadores secundarios han destacado, Chipotle Mexican Grill, una cadena de restaurantes que entró en el equipo para la temporada 2008, y H30.
Durante la temporada 2010 Transitions Optical, una empresa fabricante de lentes, fue quien le dio el segundo nombre al equipo hasta que en 2011 se incorporó la marca de bicicletas Cervélo, tras dejar de patrocinar al desaparecido Cervélo Test Team.
En la temporada 2012 cambió de nuevo su denominación para incluir hasta finales de junio en su nombre al patrocinador Barracuda Networks, empresa de protección de datos en internet y a partir del Tour de Francia 2012, Sharp Corporation pasó a ser el segundo patrocinador.

## Material ciclista
El equipo utilizó bicicletas Felt y componentes Shimano. Para 2011 la unión con el equipo Cervélo supuso el aporte del material ciclístico de esta marca, por lo tanto los materiales serían bicicletas Cervélo y componentes Shimano.
A partir de la temporada 2015 debido a su fusión con el equipo Cannondale, empieza a utilizar la bicicleta técnica de ese equipo. El equipamiento deportivo es proporcionado por la marca New Balance.

## Sede
A pesar de que el equipo tiene licencia estadounidense, su base operativa se sitúa en Gerona (Cataluña, España), donde viven todos los corredores, que deben seguir un estricto reglamento interno.

## Equipación
| Garmin Chipotle (2008) | Garmin Transitions (2009-2010) | Garmin Cervélo (2011) | Garmin Sharp (2012-2014) | Cannondale Garmin (2015) |

| Cannondale (2016-2017) | EF Education First (2018) | EF Education First (2019) | EF Education (2021) | EF Education EasyPost (2023) |

## Clasificaciones UCI
A partir de 2005 la UCI instauró los Circuitos Continentales UCI, donde el equipo estuvo desde que se creó en 2007 hasta 2008, registrado dentro del UCI America Tour. Estando en las clasificaciones del UCI America Tour Ranking, UCI Asia Tour Ranking y UCI Europe Tour Ranking. Las clasificaciones del equipo y de su ciclista más destacado son las siguientes:
| Año                      | Clasificación por equipos | Mejor corredor en la clasificación individual | Posición |
| 2006-2007 (America Tour) | 5.º                       | William Frischkorn                            | 19.º     |
| 2006-2007 (Asia Tour)    | 32.º                      | Charles Bradley Huff                          | 571.º    |
| 2006-2007 (Europe Tour)  | 95.º                      | William Frischkorn                            | 571.º    |
| 2007-2008 (America Tour) | 1.º                       | Christian Vande Velde                         | 3.º      |
| 2007-2008 (Europe Tour)  | 14.º                      | Daniel Martin                                 | 41.º     |

Tras discrepancias entre la UCI y los organizadores de las Grandes Vueltas, en 2009 se tuvo que refundar el UCI ProTour en una nueva estructura llamada UCI World Ranking, formada por carreras del UCI World Calendar; y a partir del año 2011 uniéndose en la denominación común del UCI WorldTour. El equipo al ascender a categoría UCI ProTour en 2010 entró en ese ranking.
| Año  | Clasificación por equipos | Mejor corredor en la clasificación individual | Posición |
| 2009 | 11.º                      | Tyler Farrar                                  | 18.º     |
| 2010 | 7.º                       | Ryder Hesjedal                                | 8.º      |
| 2011 | 6.º                       | Daniel Martin                                 | 9.º      |
| 2012 | 9.º                       | Ryder Hesjedal                                | 13.º     |
| 2013 | 8.º                       | Daniel Martin                                 | 6.º      |
| 2014 | 11.º                      | Daniel Martin                                 | 9.º      |
| 2015 | 16.º                      | Ryder Hesjedal                                | 46.º     |
| 2016 | 8.º                       | Alberto Bettiol                               | 20.º     |
| 2017 | 10.º                      | Rigoberto Urán                                | 20.º     |
| 2018 | 16.º                      | Rigoberto Urán                                | 42.º     |
| 2019 | 11.º                      | Michael Woods                                 | 23.º     |
| 2020 | 10.º                      | Daniel Felipe Martínez                        | 34.º     |
| 2021 | 16.º                      | Neilson Powless                               | 52.º     |
| 2022 | 18.º                      | Neilson Powless                               | 50.º     |
| 2023 | 11.º                      | Ben Healy                                     | 22.º     |

## Palmarés
Para años anteriores, véase Palmarés del EF Education-EasyPost

### Palmarés 2025

#### UCI WorldTour
| Fechas      | Carreras                             | Ganador           |
| 2 de abril  | A través de Flandes                  | Neilson Powless   |
| 11 de abril | 5.ª etapa de la Vuelta al País Vasco | Ben Healy         |
| 21 de mayo  | 11.ª etapa del Giro de Italia        | Richard Carapaz   |
| 24 de mayo  | 14.ª etapa del Giro de Italia        | Kasper Asgreen    |
| 16 de junio | 2.ª etapa de la Vuelta a Suiza       | Vincenzo Albanese |
| 10 de julio | 6.ª etapa del Tour de Francia        | Ben Healy         |

#### UCI ProSeries
| Fechas | Carreras | Ganador |

#### Circuitos Continentales UCI
| Fechas      | Circuito             | Carreras                          | Ganador             |
| 30 de enero | UCI Europe Tour 2025 | Trofeo Las Salinas                | Marijn van den Berg |
| 13 de junio | UCI Europe Tour 2025 | G. P. Kanton Aargau               | Neilson Powless     |
| 19 de junio | UCI Europe Tour 2025 | 2.ª etapa de la Ruta de Occitania | Marijn van den Berg |

#### Campeonatos nacionales
| Fechas      | Carreras                      | Ganador       |
| 29 de junio | Campeonato de Estonia en Ruta | Madis Mihkels |

## Plantilla
Para años anteriores, véase Plantillas del EF Education-EasyPost

### Plantilla 2025
| Nombre                       | Nacimiento | Nacionalidad   | Equipo 2024                       |
| Vincenzo Albanese            | 12/11/1996 | Italia         | Arkéa-B&B Hotels                  |
| Kasper Asgreen               | 08/02/1995 | Dinamarca      | Soudal Quick-Step                 |
| Samuele Battistella          | 14/11/1998 | Italia         | Astana Qazaqstan Team             |
| Alex Baudin                  | 25/05/2001 | Francia        | Decathlon AG2R La Mondiale Team   |
| Markel Beloki                | 27/07/2005 | España         | EF Education-EasyPost             |
| Richard Carapaz              | 29/05/1993 | Ecuador        | EF Education-EasyPost             |
| Hugh Carthy                  | 09/07/1994 | Reino Unido    | EF Education-EasyPost             |
| Alexander Cepeda             | 16/06/1998 | Ecuador        | EF Education-EasyPost             |
| Esteban Chaves               | 17/01/1990 | Colombia       | EF Education-EasyPost             |
| Rui Costa                    | 05/10/1986 | Portugal       | EF Education-EasyPost             |
| Owain Doull                  | 02/05/1993 | Reino Unido    | EF Education-EasyPost             |
| Ben Healy                    | 11/09/2000 | Irlanda        | EF Education-EasyPost             |
| Mikkel Frølich Honoré        | 21/01/1997 | Dinamarca      | EF Education-EasyPost             |
| Alastair MacKellar           | 20/01/2002 | Australia      | Team Jayco AlUla (stagiaire)      |
| Madis Mihkels                | 31/05/2003 | Estonia        | Intermarché-Wanty                 |
| Lukas Nerurkar               | 14/11/2003 | Reino Unido    | EF Education-EasyPost             |
| Neilson Powless              | 03/09/1996 | Estados Unidos | EF Education-EasyPost             |
| Sean Quinn                   | 10/05/2000 | Estados Unidos | EF Education-EasyPost             |
| Darren Rafferty              | 01/07/2003 | Irlanda        | EF Education-EasyPost             |
| Jack Rootkin-Gray            | 05/11/2002 | Reino Unido    | EF Education-EasyPost             |
| Archie Ryan                  | 16/11/2001 | Irlanda        | EF Education-EasyPost             |
| James Shaw                   | 13/06/1996 | Reino Unido    | EF Education-EasyPost             |
| Colby Simmons                | 16/10/2003 | Estados Unidos | EF Education-Aevolo (2025)        |
| Georg Steinhauser            | 21/10/2001 | Alemania       | EF Education-EasyPost             |
| Harry Sweeny                 | 09/07/1998 | Australia      | EF Education-EasyPost             |
| Yuhi Todome                  | 18/06/2002 | Japón          | EF Education-EasyPost             |
| Michael Valgren              | 07/02/1992 | Dinamarca      | EF Education-EasyPost             |
| Marijn van den Berg          | 19/07/1999 | Países Bajos   | EF Education-EasyPost             |
| Jardi Christiaan van der Lee | 06/08/2001 | Países Bajos   | EF Education-EasyPost             |
| Max Walker                   | 12/07/2001 | Reino Unido    | Astana Qazaqstan Development Team |

1. ↑  Desde el 31 de marzo.